# Bronisław Zaleski
Pour les articles homonymes, voir Zaleski.
Bronisław Zaleski, né en 1819 ou 1820 en raïon de Salihorsk et mort le 2 janvier 1880 à Menton, est un écrivain polonais.

## Biographie
Il épouse Michalina Dziekońska, fille du général Kazimierz Dziekoński.

## Œuvres
- La vie des steppes kirghizes (Paris, 1865)
- Une leçon de lecture à Orenbourg (Wygnańcy polscy w Orenburgu)
- Chefs-d'œuvre de Jacob Ruysdael